# 多尔改错
多尔改错，又名错仁德加、叶鲁苏湖，位于中国青海省玉树州治多县境内，长江源楚玛尔河上游。湖盆位于北纬35度12分~35度16分、东经91度57分~92度18分。湖南岸有十多个子湖。
楚玛尔河自湖南岸偏西注入，再从东端流出。由于楚玛尔河穿湖而过，多尔改错曾被认为是楚玛尔河的源头。
湖区属于青南高寒半干旱气候区，湖面蒸发强烈。多尔改错原为淡水湖，但近30年来湖面逐渐退缩，湖水矿化程度逐渐增高，因此有部分资料将该湖归类为咸水湖。